# Келли Николс
Келли Николс (англ. Kelly Nichols, настоящее имя Марианна Уолтер англ. Marianne Walter, род. 8 июня 1956, Ковина, Калифорния) — бывшая американская порноактриса.

## Ранняя жизнь
Родилась 8 июня 1956 года в Ковине, штат Калифорния. Выросла в католической семье, была единственной девочкой из 6 детей.

## Карьера
Начала карьеру со съёмок для журналов для взрослых, таких как Oui, Hustler и Penthouse, чтобы оплачивать обучение в колледже Art Center College of Design в Пасадене. Чак Винсент увидел её фото в «Пентхаусе», был восхищён, и Келли впервые снялась в порнофильме That Lucky Stiff именно у этого режиссёра в 1980 году, в возрасте 21 года. Также у Винсента она сыграла две самые известные свои роли — в фильмах Roommates и In Love. Снималась для таких студий, как London Video, Arrow, VCA Pictures, Cal Vista, Hustler Video, Visual Images, New Era, Caballero, Wicked Pictures, Metro, Adam & Eve, Girlfriends Films, Wildlife, Fat Dog и других.
Вне порно сыграла в фильмах ужасов The Toolbox Murders и Death Mask. Также была заменяющим для Джессики Лэнг в фильме «Кинг-Конг».
Снялась более чем в 150 фильмах для взрослых и была удостоена нескольких отраслевых наград: «лучшая актриса» от Американской ассоциации фильмов для взрослых за работу в фильме In Love (1983); в 1993 году была представлена Коалицией за свободу слова к награде за прижизненные достижения; введена в Зал славы Erotic Legends в 1996 году, в Зал славы AVN в 1994 году и в Зал славы XRCO в 1998 году. Дважды (в 1984 и 1986 гг.) была номинирована на AVN Awards в категории «лучшая актриса» за Puss 'n Boots и Great Sexpectations. В 1990-х и 2000-х годах работала визажистом на съёмках порнофильмов.

## Награды и номинации
| Год  | Церемония   | Результат | Номинация                     | Работа              |
| ---- | ----------- | --------- | ----------------------------- | ------------------- |
| 1983 | AFAA Awards | Победа    | Лучшая актриса                | In Love             |
| 1984 | AVN Awards  | Номинация | Лучшая актриса                | Puss 'n Boots       |
| 1985 | AFAA Awards | Номинация | Лучшая актриса                | Great Sexpectations |
| 1985 | XRCO Award  | Номинация | Исполнительница года          | н/д                 |
| 1985 | XRCO Award  | Номинация | Лучшая сцена группового секса | Great Sexpectations |
| 1985 | XRCO Award  | Номинация | Самая необычная сцена         | Great Sexpectations |
| 1986 | AVN Awards  | Номинация | Лучшая актриса                | Great Sexpectations |

### Прочее
В 1996 году включена в Зал славы Legends of Erotica.

## Избранная фильмография
- Bon Appetit[17]
- Dirty Girls[18]
- Formula 69[19]
- Games Women Play[20]
- Heaven’s Touch[21]
- Last Will and A Sex Tape[22]
- Mistress[23]
- Nasty Girls,[24]
- Once Upon a Secretary[25]
- Painful Mistake[26]
- Sex Boat[27]
- Society Affairs[28]
- Wet Dreams
- Roommate Humiliation
- No Man’s Land 10, 16, 19, 20, 25, 30.